# Hans Galjé
Hans Galjé (Delft, 21 februari 1957) is een Nederlands voetbaltrainer en voormalig voetballer die de Belgische nationaliteit heeft aangenomen.

## Actieve carrière
Galjé speelde in zijn jeugd bij S.V. De Hollandse Leeuw (DHL) in Delft en begon zijn profcarrière in 1976 bij FC Den Haag, waar hij in januari van 1977 eerste doelman werd door een blessure van eerste doelman Ton Thie, die later werd afgekeurd voor het spelen van betaald voetbal. Galjé maakte zijn debuut op 9 januari 1977 in een uitwedstrijd tegen Haarlem. Hij hield het doel schoon in een 0-0 gelijkspel. Ook de wedstrijd daarop thuis tegen PSV bleef het 0-0. Hans Galjé zou dat seizoen verder alle wedstrijden in het doel staan en ook de drie seizoenen daarna eerste doelman blijven.
Galje eindigde met FC Den Haag als respectievelijk 10de, 12de, 7de en 10de van de 18 eredivisieclubs. Half 1980 werd hij op 23-jarige leeftijd voor een, voor die tijden hoog, bedrag van zeshonderdduizend gulden, weggekocht door Ajax, waar hij op termijn keeper Piet Schrijvers zou moeten vervangen. In zijn eerste drie seizoenen in Amsterdam kwam hij slechts sporadisch aan spelen toe, voornamelijk in zijn tweede seizoen bij Ajax, 1981/82; in 1980/81 eindigde Ajax, na in het 2de en 3de kwart van de competitie in het 4de kwartaal van 1980 en het 1ste kwartaal van 1981 tussen de 5de en 8ste plaats te hebben gebivakkeerd, toch nog net als 2de met 88 goals voor en 54 goals tegen, met een grote achterstand qua punten en doelsaldo op landskampioen AZ'67, en een bescheiden voorsprong qua punten en doelsaldo op de nummers 3, 4 en 5, FC Utrecht, Feyenoord en PSV. Ook in het KNVB beker toernooi eindigde Ajax als 2de achter AZ'67. In 1981-1982 en in 1982-1983 werd Ajax landskampioen met 117 goals voor en 42 goals tegen respectievelijk 106 goals voor en 41 goals tegen. In 1982-1983 won Ajax tevens de KNVB beker. In de zomer van 1983 werd Piet Schrijvers door Ajax aan de kant gezet, ten faveure van Galjé. In de twee volgende seizoenen was Galjé eerste doelman van Ajax, waarbij hij in het seizoen 1984-1985 met de club landskampioen werd met 93 goals voor en 46 goals tegen, na bijna alle 34 competitieronden met een kleine voorsprong op de 1ste plaats te hebben gestaan. Nadat Johan Cruijf als trainer werd aangesteld bij de club, verloor Galjé in de voorbereiding op het seizoen 1985-1986 echter zijn basisplaats aan de toen 21-jarige Stanley Menzo. Bij Ajax speelde Galje onder meer samen met Frank Arnesen, Martin van Geel t/m half 1981, Tscheu La Ling t/m half 1982, Soren Lerby, Wim Kieft, Johan Cruijff t/m half 1983, Jesper Olsen, Winston Haatrecht, Jan Molby t/m augustus 1984, Dick Schoenaker t/m half 1985, Peter Boeve, Frank Rijkaard, Gerald Vanenburg, Sonny Silooy, Marco van Basten, Felix Gasselich, Ronald Koeman, John Bosman en Rob de Wit t/m eind 1985. In het seizoen 1984-1985 werd in de 2de ronde van het Europa Cup III toernooi thuis met 14-0 gewonnen van het Luxemburgse Red Boys Differdange, een Nederlands record. Evenaring van het Europees record, 15 goals verschil, werd net gemist. In het seizoen 1963-1964 won het Portugese Sporting Lissabon namelijk met 16-1 van APOEL Nicosia uit Cyprus.
Na een half seizoen in Amsterdam op de bank te hebben gezeten, werd Galjé, in de 2e helft van het seizoen 1985-1986, vanaf begin 1986, verhuurd aan FC Utrecht. Hierna vertrok hij naar België waar hij achtereenvolgens een seizoen voor KV Kortrijk en drie voor KSV Waregem speelde. In de zomer van 1990 maakte hij de overstap naar Club Brugge, waar hij de rol van reserve-doelman achter Dany Verlinden op zich nam.
citaat zomer 1983: "We eindigen bij de eerste vijf, waarbij ik niet geheel zeker weet of dat ook bij de eerste drie zal zijn." (Ajax had zomer 1983 een selectie met een gemiddelde leeftijd van circa 21 jaar en Johan Cruijff was overgestapt naar aartsrivaal Feyenoord.). Ajax finishte in het seizoen 1983/1984 als derde met 100 goals voor en 46 goals tegen, met enige afstand tot nummer 1, Feyenoord, en met uiterst minimale achterstand qua punten (-1; 51 versus 52) en doelsaldo (-2; +54, 100-46 versus +56, 88-32) op nummer 2, PSV. Ajax behaalde dat seizoen wel een - toen nog historische - 8-2 overwinning thuis in Amsterdam tegen Feyenoord.
| Seizoen | Club                  | Wedstrijden | Doelpunten |
| ------- | --------------------- | ----------- | ---------- |
| 1976/77 | FC Den Haag           | 16          | 0          |
| 1977/78 | FC Den Haag           | 32          | 0          |
| 1978/79 | FC Den Haag           | 32          | 0          |
| 1979/80 | FC Den Haag           | 34          | 0          |
| 1980/81 | AFC Ajax              | 0           | 0          |
| 1981/82 | AFC Ajax              | 8           | 0          |
| 1982/83 | AFC Ajax              | 2           | 0          |
| 1983/84 | AFC Ajax              | 27          | 0          |
| 1984/85 | AFC Ajax              | 33          | 0          |
| 1985    | AFC Ajax              | 0           | 0          |
| 1986    | FC Utrecht (verhuurd) | 11          | 0          |
| 1986/87 | KV Kortrijk           | 31          | 0          |
| 1987/88 | KSV Waregem           | ?           | 0          |
| 1988/89 | KSV Waregem           | ?           | 0          |
| 1989/90 | KSV Waregem           | 21          | 0          |
| 1990/91 | Club Brugge           | 1           | 0          |
| 1991/92 | Club Brugge           | 5           | 0          |
| 1992/93 | Club Brugge           | 4           | 0          |

## Trainerscarrière
Na zijn actieve carrière werd hij in 1993 opgenomen in de staf van Club Brugge, waar hij tot en met 2007 fungeerde als hoofdjeugdcoördinator. Op 1 maart 2007 nam hij na zeventien jaar ontslag bij Club Brugge en werd hij sportief manager bij KSV Roeselare. Een krap jaar later legde hij, in goed overleg met de club, deze functie neer, omdat hij de intensiteit van de job had onderschat.
Hij ging bij Portsmouth FC aan de slag en werd in het seizoen 2008-2009 keeperstrainer bij SV Zulte Waregem in het kader van het samenwerkingsverband tussen de clubs. In de zomer van 2009 werd de samenwerking beëindigd en werd hij keeperstrainer bij Excelsior Moeskroen. Begin november 2009 werd Galjé hoofdcoach van Moeskroen na het vertrek van hoofdtrainer Miroslav Đukić en de rest van de technische staf. Hij vervulde deze functie totdat Moeskroen op 28 december in vereffening ging.
In november 2009 is hij ook aangesteld als keeperstrainer van het Belgisch voetbalelftal onder bondscoach Dick Advocaat. 
Hiernaast was hij sinds 11 januari 2010 hoofdscouting bij KV Kortrijk, in februari stopte hij hiermee omdat hij opnieuw veldtrainer wil worden. In juni 2010 werd zijn aflopende contract bij de KBVB niet verlengd omdat de nieuwe bondscoach Georges Leekens voor een andere keeperstrainer koos. Galjé tekende niet veel later als keeperstrainer een contract bij Standard Luik. In oktober 2011 beëndigde hij zijn job als keeperstrainer, en werd hij opgenomen in de scoutingscel van de Rouches.